# Saint-Jean-la-Vêtre
Saint-Jean-la-Vêtre är en kommun i departementet Loire i regionen Auvergne-Rhône-Alpes i centrala Frankrike. Kommunen ligger i kantonen Noirétable som tillhör arrondissementet Montbrison. År 2022 hade Saint-Jean-la-Vêtre 310 invånare.

## Befolkningsutveckling
Antalet invånare i kommunen Saint-Jean-la-Vêtre
| Referens: INSEE |